# ضبط حرکت
استخراج حرکت یا ضبط حرکت (به انگلیسی: Motion Capture) یا ردیابی حرکت (به انگلیسی: Motion Tracking) با (کوته‌نوشت: Mocap) اصطلاحاتی هستند که برای توصیف جنبش یا حرکت افراد و اشیاء در صحنه سه‌بعدی به‌کار می‌روند. از این فناوری در سرگرمی (سینما، بازی، و …)، ارتش (برای شبیه‌سازی میدان نبرد)، ورزش و برنامه‌های کاربردی پزشکی استفاده می‌شود.

## معرفی فناوری
این تکنولوژی را می‌توانیم در فیلم‌ها و انیمیشن‌های ماندگاری مثل آواتار، قطار سریع‌السیر قطبی، ماجراهای تن‌تن، بیوولف و بازیهای ویدیویی اعم از کامپیوتر و کنسول که از جلوه‌های ویژه استفاده کردند مشاهده کنیم.
تمام این جلوه‌های بصری یا همان Visual Effects در سایه ابداع فناوری ضبط سه بعدی حرکات و انتقال آن به کامپیوتر خودنمایی می‌کنند، و این فناوری به‌طور خلاقانه باعث می‌شود تا به بیننده حس واقعی بودن حرکات کاراکترها القا بشود.